# ریتم واقعی
«ریتم واقعی» (انگلیسی: Real Groove) یا «ریِل گروو» ترانه‌ای از خوانندهٔ استرالیایی، کایلی مینوگ برای پانزدهمین آلبوم استودیویی او با نام دیسکو (۲۰۲۰) است. این ترانه توسط مینوگ، تیمو برونیلا، نیکو استادی و آلیدا گارپستاد پِک نوشته شد و در دنیاگیری کووید-۱۹ با حس امید به روزهای پیش رو شکل گرفت. برونیلا و استادی تهیه‌کنندگی ترانه را نیز بر عهده داشتند. «ریتم واقعی» ترانه‌ای در سبک دیسکو پاپ است که عناصری از هاوس و آراندبی را نیز در خود دارد و شامل ووکودرها، گیتار بیس فانک و سینث‌سایزرهایی در سبک پست دیسکو است. در این ترانه، مینوگ تلاش می‌کند تا رابطه‌اش را با عشق سابقش دوباره آغاز کند. نسخه‌ای جدید از این ترانه با عنوان «ریمیکس استودیو ۲۰۵۴» در ۳۱ دسامبر ۲۰۲۰ به عنوان سومین تک‌آهنگ آلبوم، با همکاری خوانندهٔ بریتانیایی آلبانیایی دوآ لیپا و توسط درنوت و بی‌ام‌جی رایتس منجمنت منتشر شد. در این نسخهٔ دوئت، ویلیام بوورمن به عنوان تهیه‌کننده اضافه شده و سازهای جدیدی به آن افزوده شده‌اند. همچنین لیپا با اجرای بخش‌هایی جدید، صدای لایه‌لایه و اشعار تازه به ریمیکس افزود.

## جدول‌های موسیقی
| جدول (۲۰۲۰–۲۰۲۱)                                  | بالاترین جایگاه |
| ------------------------------------------------- | --------------- |
| کرواسی (اچ‌آرتی)                                   | ۸۹              |
| مجارستان (۴۰ تک‌آهنگ برتر)                         | ۱۶              |
| تک‌آهنگ‌های داغ نیوزیلندی (آرام‌ان‌زی)                | ۸               |
| ۶۵                                                |                 |
| تک‌آهنگ‌های بریتانیا (اوسی‌سی)                       | ۹۵              |
| مستقل بریتانیا (اوسی‌سی)                           | ۲۲              |
| ترانه‌های داغ رقص/الکترونیک ایالات متحده (بیلبورد) | ۱۵              |

| جدول (۲۰۲۱)                                   | جایگاه |
| --------------------------------------------- | ------ |
| ترانه‌های رقص/الکترونیک ایالات متحده (بیلبورد) | ۱۰۰    |

## تاریخچه انتشار
| منطقه | تاریخ          | فرمت(s)               | ورژن(s)                        | ناشر(s)                   | منابع  |
| ----- | -------------- | --------------------- | ------------------------------ | ------------------------- | ------ |
| مختلف | ۳۱ دسامبر ۲۰۲۰ | دانلود دیجیتال استریم | ریمیکس استودیو ۲۰۵۴            | درنوت بی‌ام‌جی رایتس منجمنت | [ ۱ ]  |
| مختلف | ۲۰ ژانویه ۲۰۲۱ | دانلود دیجیتال استریم | آلبوم چندآهنگه                 | درنوت بی‌ام‌جی رایتس منجمنت | [ ۱۱ ] |
| مختلف | ۵ مارس ۲۰۲۱    | دانلود دیجیتال استریم | Studio 2054 Initial Talk remix | درنوت بی‌ام‌جی رایتس منجمنت | [ ۲ ]  |
| مختلف | ۳۰ آوریل ۲۰۲۱  | تک‌آهنگ ۷ اینچی        | اورجینال ریمیکس استودیو ۲۰۵۴   | درنوت بی‌ام‌جی رایتس منجمنت | [ ۳ ]  |